# Holzhaus (Weißenbrunn)
Holzhaus ist ein Gemeindeteil der Gemeinde Weißenbrunn im Landkreis Kronach (Oberfranken, Bayern).

## Geografie
Die Einöde liegt am Fuße des Geiersberges (485 m ü. NHN, 0,3 km nördlich). Ein Anliegerweg führt nach Weißenbrunn (0,8 km nordwestlich).

## Geschichte
Gegen Ende des 18. Jahrhunderts gab es in Holzhaus ein Anwesen. Das Hochgericht übte das Rittergut Weißenbrunn aus. Es hatte ggf. an das bambergische Centamt Kronach auszuliefern. Die Grundherrschaft über das Gut hatte das Rittergut Weißenbrunn.
Mit dem Gemeindeedikt wurde Holzhaus dem 1808 gebildeten Steuerdistrikt Weißenbrunn und der 1818 gebildeten Ruralgemeinde Weißenbrunn zugewiesen.

### Einwohnerentwicklung
| Jahr      | 001818 | 001861 | 001871 | 001885 | 001900 | 001925 | 001950 | 001961 | 001970 | 001987 |
| Einwohner |        | 6      | 4      | 6      | 5      | 7      | 6      | 7      | 5      | 7      |
| Häuser    | 1      |        |        | 1      | 1      | 1      | 1      | 1      |        | 1      |
| Quelle    | [ 5 ]  | [ 7 ]  | [ 8 ]  | [ 9 ]  | [ 10 ] | [ 11 ] | [ 12 ] | [ 13 ] | [ 14 ] | [ 1 ]  |

## Religion
Der Ort ist seit der Reformation evangelisch-lutherisch geprägt und in die Dreieinigkeitskirche (Weißenbrunn) gepfarrt.